# Jewgeni Konstantinowitsch Sawoiski

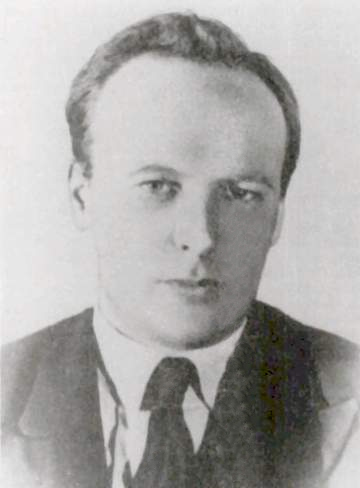
Jewgeni Konstantinowitsch Sawoiski

Jewgeni Konstantinowitsch Sawoiski (russisch Евгений Константинович Завойский, wiss. Transliteration Evgenij Konstantinovič Zavojskij; * 15. Septemberjul. / 28. September 1907greg. in Mogiljow-Podolski; † 9. Oktober 1976 in Moskau, englische Transkription: Zavoisky) war ein russischer Physiker, der als einer der Entdecker der ESR-Spektroskopie gilt, noch vor David Halliday und Robert Cummerow (1946) und Brebis Bleaney, die sie aber unabhängig entdeckten.

## Leben
Der Vater von Sawoiski war Militärarzt. Nach dem Tod des Vaters 1919 zog die Familie um in der Hungersnot besser zu überleben aufs Land und kehrte erst 1925 nach Kasan zurück. Sawoiski war ein passionierter Radiobastler. Er studierte ab 1926 an der Universität Kasan, an der er 1933 promoviert wurde. Für die Dissertation arbeitete er zeitweise am Zentralen Radiolabor. Schon damals wollte er Radiowellen zur Erforschung der Materie einsetzen. Nach seiner Promotion leitete er ein Labor an der Universität Kasan. Er befasste sich mit Superregenerativempfängern und der Erzeugung hochfrequenter Radiowellen und untersuchte den Einfluss von Radiowellen auf das Keimen von Getreide in einem Versuch, von wissenschaftlicher Seite zur Bekämpfung des Hungers in der Sowjetunion beizutragen.
Sawoiski war 1938  von den Experimenten von Isidor Isaac Rabi zu Resonanzabsorption von Molekularstrahlen in Magnetfeldern beeindruckt und ebenfalls von der Entdeckung der paramagnetischen Relaxation durch Cornelis Jacobus Gorter in den Niederlanden. Um 1940/41 wandte er die Methode der Resonanzabsorption auch auf Flüssigkeiten und Festkörper an, wie 1946 Edward Mills Purcell und Felix Bloch, die für die Entdeckung der Kernmagnetresonanz (NMR) den Nobelpreis erhielten. Sawoiski hatte zwar die notwendige Elektronik und ausreichend empfindliche Detektoren und beobachtete ebenfalls ein Resonanzsignal, die Ergebnisse ließen sich aber schlecht reproduzieren und waren instabil, wahrscheinlich weil das Magnetfeld räumlich nicht homogen genug war. Außerdem wurde die Arbeit durch den Zweiten Weltkrieg unterbrochen. Er wandte sich danach der Forschung zur Elektronenspinresonanz (ESR, EPR) zu. Er ersetzte kalorimetrische Detektion durch die Detektion über den Gitterstrom von Elektronenröhren, so dass er 1944 das Resonanzsignal in verschiedenen Salzen wie Kupferchlorid und Kupfersulfat und Chrom- und Mangansalzen nachweisen konnte. Außerdem überlagerte er dem statischen magnetischen Feld ein kleines magnetisches Wechselfeld. Das Ergebnis war aufsehenerregend und wurde selbst von führenden sowjetischen Wissenschaftlern wie Pjotr Kapiza erst akzeptiert, als er die Experimente in Moskau wiederholte. 1945 habilitierte er sich mit den Ergebnissen (russischer Doktorgrad). Zu seinen damaligen Mitarbeitern gehörten Semjon Altschuler und Boris Kosyrew.
Ab 1947 arbeitete er auf Einladung von Igor Kurtschatow am sowjetischen Atombombenprojekt, zuerst in Moskau und dann in Arsamas-16. Dort entwickelte er 1952 eine Lumineszenzkamera für schnelle Kernprozesse. Ab 1958 befasste er sich mit Kernfusion und Plasmaphysik und entdeckte im selben Jahr magnetoakustische Resonanz im Plasma. 1972 erkrankte er schwer und gab seine wissenschaftliche Tätigkeit auf.
1949 erhielt er den Stalinpreis und 1957 den Leninpreis. Er war Träger des Leninordens und des Ordens des Roten Banners der Arbeit. 1969 wurde er Held der sozialistischen Arbeit. 1977 erhielt er postum den Preis der International EPR Society. 1953 wurde er korrespondierendes und 1964 volles Mitglied der Akademie der Wissenschaften der UdSSR. 1984 wurde das Physikalisch-Technische Institut am Kasaner Zentrum der Russischen Akademie der Wissenschaften nach ihm benannt.

## Schriften
Zur ESR:
- Relaxation of liquid solutions for perpendicular fields, J. Phys. U.S.S.R. 9 (1945) 211.
- Spin magnetic resonance in the decimetre-wave region, J. Phys. U.S.S.R. 10 (1946) 197.